# ブラキタ
『ブラキタ 〜Brunch Hokkaido〜』（ブラキタ ブランチ・ホッカイドウ）は、2020年（令和2年）7月25日より2024年（令和6年）3月30日まで北海道放送（HBCテレビ）にて月1回放送されていた生活情報番組である。

## 概要
HBCでは2001年（平成13年）よりTBS制作の情報バラエティ『王様のブランチ』のネットを開始。放送枠の見直しを行いながら2016年（平成28年）7月2日以降は第2部のパートをフルネットしている。
2020年（令和2年）に入って、年に1度この第2部のパートを臨時非ネットし、パイロット版という形で放送したところ、好評であったことから、7月25日より月に1度レギュラー版として放送することにした。
番組内容である「北海道の旬なトレンドやエンタメ、レジャーなどの情報を総まとめ」というアウトラインや似通ったタイトルからわかるように『王様のブランチ』の北海道版的性格の番組である。
2022年（令和4年）10月7日（6日深夜）からは、当番組の派生番組として『夜のブラキタ』（よるのブラキタ）が放送開始された。
2024年3月30日、エンディングにて番組終了を発表。
2024年4月13日より後継番組としてサタブラ～SATURDAY BRUNCH～を放送（月1回、初回は2024年4月13日、2回目は2024年5月18日、以後毎月最終土曜日放送予定）。MCは吉村崇（平成ノブシコブシ）と滝谷美夢。

## 番組内容

### 映画＆エンタメコーナー
最新の札幌の映画動員ランキングを紹介。ピックアップでは主演俳優へのインタビューなどを紹介することもある。また、不定期で放送されるエンタメコーナーでは道内の注目アーティストやレギュラー出演者のCM出演などを取り扱っている。
『夜の…』では「MOVIE PICK UP」として新作映画が紹介される他、TBS系列で放送されるドラマなどの宣伝も流れている。

### ナニキル!
札幌在住モデルがあるテーマに沿って、全身コーデを完成させるファッション対決企画。

### キニナル!
日常にある、ちょっと気になるモノを体験リポートで大調査するコーナー。これまで、「ひとり暮らしを始める人にピッタリの物件調査」や「マクドナルドの知られざる豆知識を調査」など。

### トレンドリサーチ
トレンドなアイテムや話題を発見＆調査していくコーナー。

### 週末ぶらっと
道内＆道外問わずレギュラー出演者が旅に出る企画。これまで道内各地はもちろん茨城県や愛知県へもロケに出ている。

### 有野食道
ある1つのグルメ分野に詳しい道内の達人がよゐこ有野に食べてもらいたい究極の1皿を紹介するコーナー。
|                | 達人                                  | 店舗                                             | 放送日               |
| -------------- | ------------------------------------- | ------------------------------------------------ | -------------------- |
| スープカレー   | 玉ヴァーソン                          | gopのアナグラ                                    | 2020年8月29日（土）  |
| パン           | 森まゆみ                              | ベーカリー チャーリー                            | 2020年9月19日（土）  |
| 札幌ラーメン   | 多田信幸                              | 麺屋 169                                         | 2020年11月28日（土） |
| 札幌パスタ     | 高井なお                              | 生パスタ専門店 レヴァーロ                        | 2021年4月17日（土）  |
| 札幌つけ麺     | 佐藤麻美（元HTBアナウンサー）         | 井さい                                           | 2021年5月29日（土）  |
| 札幌町中華     | 和気章浩                              | 中華飯店 円山 秀円                               | 2021年11月27日（土） |
| 札幌イタリアン | 永井徹                                | タベルナ・ラ・ピアッツア                         | 2021年12月18日（土） |
| 札幌スペイン   | 福崎里美（poroco統括編集長）          | ボケリア                                         | 2022年4月23日（土）  |
| ジンギスカン   | 千石涼太郎（ジンギスカン応援隊 隊長） | 義経                                             | 2022年5月28日(土)    |
| 札幌ナポリタン | 石井雅子                              | プティハノン                                     | 2022年6月25日（土）  |
| ソフトクリーム | 東李苑                                | ミルクハウス / マシュー神宮の杜 / 自然満喫倶楽部 | 2022年7月30日（土）  |
| ドリア         | 和田由美（亜璃西社代表）              | パラティーノ                                     | 2022年8月27日（土）  |
| ラーメン       | PINYA（北海道エリア百麺人）           | 我流麺舞 飛燕                                    | 2022年9月24日（土）  |
| 豚ホルモン     | 本田大助（北海道物産展バイヤー）      | 東京ホルモン                                     | 2022年10月29日（土） |
| 中華・ラータン | 河野真也（オクラホマ）                | 王林酒家                                         | 2022年12月17日（土） |
| おでん         | 小西由稀（フードライター）            | おでん一平                                       | 2023年2月25日（土）  |

## 出演者

### 現在の出演者
- 有野晋哉（よゐこ）
- mitsuki
- NORD（島太星・安保卓城・舟木健・瀧原光）※月変わりで2 - 3名
- 徳村里菜
- 吉田晴香
- 中村夏音
- yurie（大野ユリエ）
- 濱木琴音 ※不定期出演
- 木村真穂 ※不定期出演
- 丸山純怜 ※不定期出演
- 阿部凛 ※不定期出演
- 木下遥（VTR出演）
- コロネケン（VTR出演）
- 大竹彩加（北海道放送（HBC）アナウンサー）

### 過去の出演者
- emiko
- aika（VTR出演）
- 東李苑（2020年7月25日 - 2022年9月24日）
- yuna ※2023年3月25日にて卒業
- 日下怜奈（元・北海道放送（HBC）アナウンサー）※2023年3月25日にて卒業

### パイロット版 出演者
- 紺野ぶるま
- やしろ優
- フォーリンラブ
- 太田博久（ジャングルポケット）

## スタッフ
- 構成：相澤亨
- SW：宇野哲哉
- VE：駒谷靖司
- カメラ：道上綾子、鈴木聖也、齋藤勇
- 音声：本間伸博
- 照明：中山和夫
- 美術：遠藤政保、佐々木裕子
- 音効：高橋伸哉（FIXE）
- CG：竹本円香
- 技術協力：HBC FLEX、三新ビデオセンター
- ディレクター：河端将大、葛西友貴
- プロデューサー：宮本雄生
- チーフ・プロデューサー：高橋義紀
- 制作著作：HBC北海道放送

## 放送時間

### ブラキタ
- 毎月最終土曜日 11:59 - 13:30、第4 or 第5、まれに第3土曜日になる。 - 14:00、- 13:00までの時もある。
  - その他の週は『王様のブランチ』を通常通り第1部のローカル枠（11:30 - 11:45）を除き第2部を含めて全編同時フルネットで放送される。

### 夜のブラキタ
- 毎週金曜未明（木曜深夜）0:56 - 1:26、特番編成により繰り下げ、或いは休止になる場合がある。

## HBCにおける王様のブランチの扱い
前述通り2001年（平成13年）より『王様のブランチ』のネットを開始した。しかしHBCではCBCテレビ制作『キユーピー3分クッキング』との兼ね合いもあって完全フルネットというわけにはいかず、どちらかのパートのみをネットしていた。
2016年（平成28年）7月5日放送分まではWEATHER BRUNCHの時間帯に全国と関東の天気しか伝えられなかったことから独自のL字型画面で道内の天気を伝えていた。2016年（平成28年）7月12日より、『王様のブランチ・第1部』の末尾15分（11:30 - 11:45）にローカル枠が設けられ、そのパートと飛び降りポイントを行使して『道内のお天気』と『3分クッキング』を放送しており、第2部の天気予報についてはL字型画面を継続している。